# Mesudus
Mesudus là một chi nhện trong họ Desidae.